# Aliens versus Predator 2
Aliens versus Predator 2 е видеоигра, издадена от Monolith Productions и публикувана от Sierra Entertainment, която е пусната от Fox Interactive през 2001. Играта е продължение на Aliens versus Predator, която е направена по серията филми Пришълецът и Хищникът.
Аналогично на предшествуващата игра, това е екшън от първо лице (FPS), който предоставя на играча да избира измежду три различни героя, всеки със свой собствен арсенал от оръжия и способности. Тези фракции включват The Alien (Пришълеца), The Predator (Хищника), и Colonial Marines (Колониалната Морска Пехота). Историята характеризира четвърта, недостъпна за игра, фракция наречена Iron Bears (Железните Мечки) или „Corporates“, представляващи човешки наемници със същото въоръжение като Marines, които осигуряват сигурността на Корпорацията Weyland Yutani. Corporates са четвъртата достъпна раса за игра в мултиплейър.
Sierra пуска разширение (експанжън) към играта, наречен Aliens versus Predator 2: Primal Hunt през 2002.
MacPlay пренася/преработва Alien versus Predator 2 за Macintosh OS X на 30 юни 2003. Първоначално не поддържа онлайн мултиплейър за Mac OS 10.3 или по-нов, но по-късно неофицициален пач е пуснат за да оправи проблема. Играта не работи под Leopard (10.5).

## Геймплей
Геймплеят остава подобен на предния, но все пак са направени промени по всеки вид:
- Хищникът притежава способността да презарежда собствената си енергия.
- Пришълецът може да унищожава неща.
- Морският пехотинец е получил няколко нови оръжия, заедно със способността да използва Ексо-Суит (Exo-Suit) за едно ниво.

## Среда
Почти половин столетие след събитията от Пришълци и Пришълеца³, корпорацията Weyland Yutani следва полетната телеметрия на изоставения космически кораб, намерен на LV-426 и открива свят, пълен с живот и с голямо количество руини на извънземна цивилизация, която изобилства от Пришълци. Тази планета е известна като LV-1201.
Компанията създава отдалечено научноизследователско съоръжение под управлението на Др. Айзенбърг (Dr. Eisenberg) за изучаването на планетата, руините и пришълците. Съоръжението се състои от Комплекс на Основните Операции (Primary Operations Complex) и мрежа от пет огромни Предни Наблюдателни Постове (Forward Observation Pods), разположени над каньона.

## Герои

### Игрални герои
- Ефрейтор Андрю „Фрости“ Харисън е главният човешки персонаж в играта. Като Американски Морски Пехотинец(USMC Marine), той не е даден на преден план, но е характерен с отказа да изостави неговите другари. Освен в борба, Харисън се специализира в електрониката и е също така квалифициран да управлява елитен „Ексо-Суит“(Exo-Suit). Той е също така споменат от другите морски пехотинци, които са му дали прякора „Фрости“, защото „разхлажда“ в много горещи ситуации (например опитване на солово спасяване докато бива гонен от голям рояк Пришълци). Предполага се че Фрости няма голям късмет с жени, доказващ се с опитите му с Дуня(Dunya) и Томико(Tomiko).
- Хищникът е главния герой от своята раса в играта. 19 години по-рано той и неговия клан нападат един от предните постове на Weyland-Yutani, където той преследва и поваля Колониален Морски пехотинец известен като Райков(Rykov). Сега, знаейки че Райков е все още жив, Хищникът е дошъл на LV-1201 за да довърши започнатото. Подразбира се че той е високопоставен ловец (спекулиран от Райков че е Принц) от разговорите между човешките учени изучаващи маската му след като бива пленен.
- Пришълецът е главният герой от своята раса в играта. Интелигентен и агресивен, той причинява Инцидента с опита си да избяга от Комплекса на Първичните Операции назад към кошера.